# 香港文學散步
《香港文學散步》起先是一本由著名香港文學研究者盧瑋鑾(小思)教授撰寫的一本書籍，於1991年出版，內容主要介紹幾位中國著名文人學者在港活動的場所及他們在港的故事。及後於2000年，當年的教育署(現在的教育局)邀請小思帶領二百多人遊歷書中的地方，並記錄下來，成為香港文學發展中重要的一次跨媒體活動。

## 內容
在二十世紀初20至40年間，曾有多名中國知名的作家及學者在港活動，直接或間接地推動了香港文學的發展。當中包括思想及教育家蔡元培、文學家魯迅、作家及教育家許地山、詩人戴望舒及作家蕭紅等。這作品介紹了他們曾在香港活動的場所，並附以有關的故事，指出香港在華文文學發展史上佔有一席位。當中包括魯迅演講《老調子已經唱完》一文的香港青年會、埋沒了蕭紅一半骸骨的聖士提反女子中學等。

## 演變
此書首先於1991年由商務印書館出版，當時的責任編輯是余非。及後於2000年由教育署課程發展處校本課程(中學)組，聯同香港中文大學中國語言及文學系，於2001年2月11日邀請了二百多名教師及公眾人士，透過舊地重遊，認識這批文人學者在港的事跡。2007年商務印書館為這本著作加入相應的文章，重新繪製地圖，並加入了另外兩名多有描寫香港的作家、王安憶及張愛玲，並推出《香港文學散步（增訂版）》，以充實這本著作。

## 外部連結
- 〈香港文學散步簡介及片段 （页面存档备份，存于）〉，載香港文學資料庫
- 〈香港文學散步(增訂版)blog （页面存档备份，存于）〉